# 楊林 (軍人)
楊 林（ヤン・リム、1898年-1936年）は紅軍の朝鮮系軍人。本名は金勲(キム・フン、김훈)。別名は楊寧（杨宁）、畢士悌（毕士悌）、楊州平（杨州平）など。
のちに東北抗日聯軍第1路軍の基盤となった盤石工農義勇軍を組織し、東北部における共産系武装組織の基礎を築いた。

## 経歴
1898年、平安北道に生まれる。
1919年、三・一運動に参加。同年秋に中国吉林省へ渡る。新興武官学校で学んだ後、独立軍で活動する。1920年2月、北路軍政署士官学校軍事教官。青山里戦闘に参加。
1921年、雲南陸軍講武学校第16期砲兵科に入学。学校には日本人の教官も居たため、名前を楊州平に変えて華僑の身分としてであった。1924年に優秀な成績で卒業した。
楊寧に改名して黄埔軍官学校に赴任。商団事件の鎮圧と第1次東征に参加。1925年1月、第3期学生隊第4隊隊長（上尉）。教官として勤務する傍ら、中国共産党系の教官や学生達で組織されていた中国軍人連合会に参加し、有力メンバーとして活躍。同年夏に中国共産党入党。11月、国民革命軍第4軍独立団（団長：葉挺）第3営営長。1926年1月に黄埔軍官学校へ戻り技術助教、同年3月に技術主任教官（中校）となる。またこの頃、平安南道出身で楊と同じく三・一運動を経て抗日闘争に身を投じた李秋岳（이추악、本名：金錦珠）と結婚。
1927年、上海クーデターが起こると中国共産党によってモスクワ中山大学とモスクワ歩兵学校に留学。畢士悌に改名。
1930年夏に上海へ帰還し、楊林に改名した。中共東満特別委員会委員兼軍事委員会書記に任命され、積極的に農民武装を組織。満州事変後、満州省委員会軍事委員会書記に任命。満州省委員会書記の羅登賢を助け、東北部各地に抗日武装組織を設立。吉林省磐石に自ら赴き、東北抗日聯軍第1路軍の基盤となった磐石工農義勇軍を組織する。
1932年7月、中央ソビエト区に到着。紅軍第1方面軍補充師師長、中華ソビエト共和国労働与戦争委員会（主席：周恩来）参謀長、江西軍区会尋安（会昌、尋烏、安遠）軍分区司令員を歴任。
1933年3月25日、紅軍第23軍が編成され、楊林が軍長に就任した。同年4月、粤贛軍区司令員に就任。
1933年6月から12月まで紅軍第1軍団（軍団長：林彪、政治委員：聶栄臻）参謀長。第4次、第5次反囲剿作戦に参加。
1934年1月、中華ソビエト共和国中央執行委員及び中国共産党中央軍事委員会総動員武装部参謀長。同年7月、「中国工農紅軍北上抗日宣言」が発表されると、7月22日に紅色中華通訊社を通じて「擁護紅軍北上抗日宣言」を発表。その後、紅軍学校に転任して総教官として活動した。
1934年10月、長征に参加。紅軍大学、第一歩兵学校、第二歩兵学校、特科学校を統合して中央軍事委員会幹部団（団長：陳賡、政治委員：宋任窮）が編成されると、参謀長に任命される。1935年10月、延安に到着すると、第1方面軍第15軍団75師（師長：張紹東）参謀長に任命され、直羅鎮戦役に参加。
1936年2月、東征に参加。山西軍閥と交戦。黄河渡河作戦で、先鋒部隊の第223団第1営を指揮渡河を成功させるが重傷を負い戦死。

## 参考
- 中国共産党新聞 (2006年8月14日). “中國工農紅軍高級指揮員——楊林” (中国語). 2014年9月4日閲覧。
- 中国黄埔軍校網. “黄埔三期畢士悌—長征中的朝鮮籍紅軍将領” (中国語). 2015年4月9日閲覧。
- 金賛汀『北朝鮮建国神話の崩壊 金日成と「特別狙撃旅団」』筑摩書房、2012年。ISBN 978-4-48-001542-6。
- 袁偉,張卓 主編 (2001). 中国軍校発展史. 国防大学出版社. ISBN 7-5626-1089-4
- 王健英 (2000). 中国紅軍人物志. 広東人民出版社. ISBN 7-218-03199-4
- 姜在彦『金日成神話の歴史的検証 抗日パルチザンの<虚>と<実>』明石書店、1997年。ISBN 4-75-030996-6。
- 韓俊光主編 延辺歴史研究所編 (1990). 中国朝鮮族人物伝. 延辺人民出版社. ISBN 7-80-508500-5
- 军事科学院军事图书馆 編 (1990). 中国人民解放军组织沿革和各级领导成员名录. 军事科学出版社. ISBN 7-80021-271-8